# Louisville (Tennessee)
Louisville é uma cidade localizada no estado norte-americano de Tennessee, no Condado de Blount.

## Demografia
Segundo o censo norte-americano de 2000, a sua população era de 2001 habitantes.
Em 2006, foi estimada uma população de 2176, um aumento de 175 (8.7%).

## Geografia
De acordo com o United States Census Bureau tem uma área de
34,9 km², dos quais 30,0 km² cobertos por terra e 4,9 km² cobertos por água. Louisville localiza-se a aproximadamente 268 m acima do nível do mar.

## Localidades na vizinhança
O diagrama seguinte representa as localidades num raio de 12 km ao redor de Louisville.